# Гуголев, Юлий Феликсович

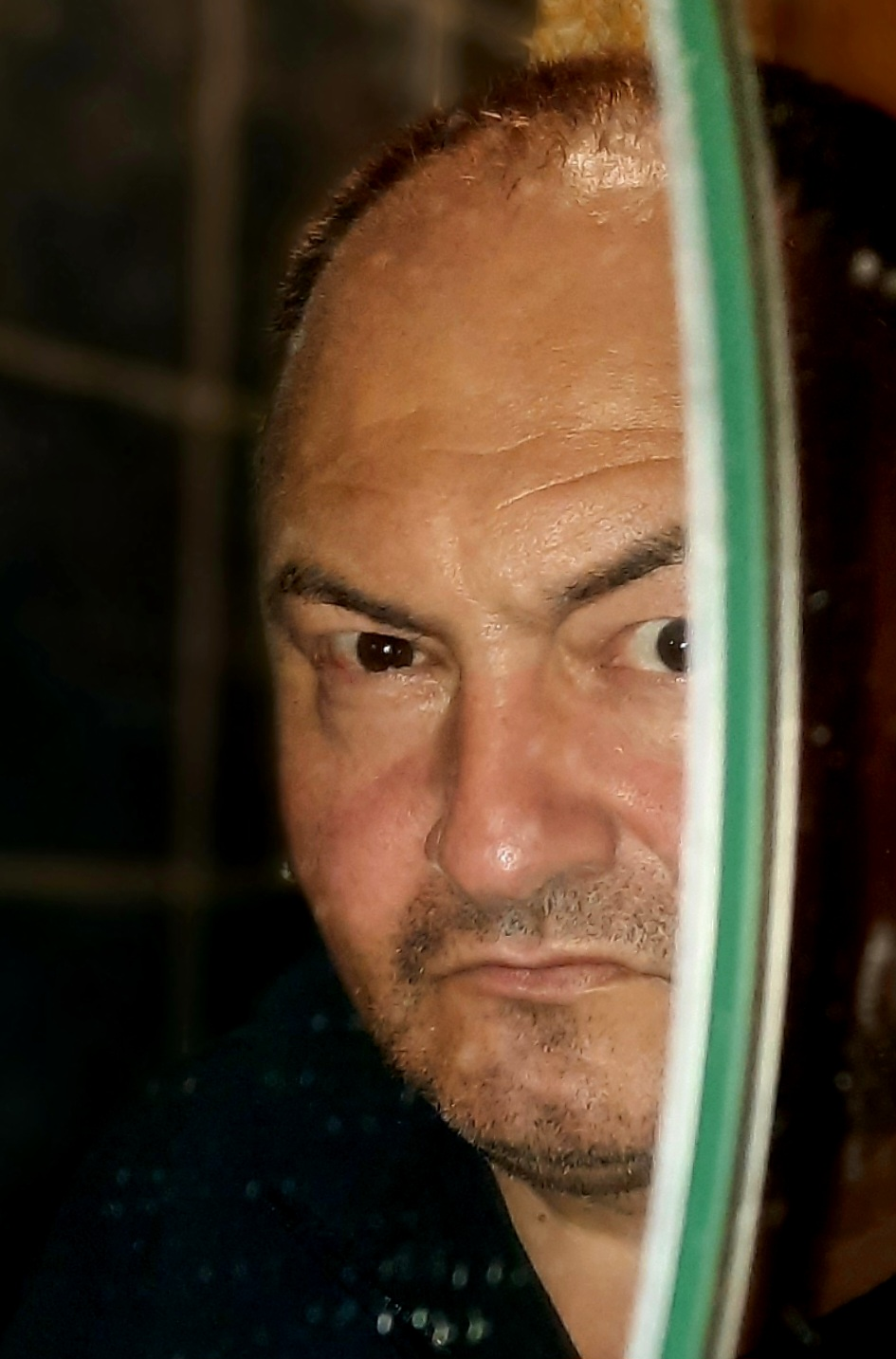
Reflection in the mirror

Юлий Феликсович Гуголев (род. 13 декабря 1964, Москва) — российский поэт, переводчик, телеведущий. Лауреат Большой премии «Московский счёт» (2007) и Премии «Поэзия» (2020)

## Биография
Окончил медицинское училище и Литературный институт имени Горького. Работал на «скорой помощи», НТВ, в Международном Комитете Красного Креста. Начинал публиковаться в «самиздате». Автор семи поэтических книг, последние из которых — «Мы — другой» (М., Новое издательство, 2019), «252» (М., Воймега, 2019), «Волынщик над Арлингтоном» (М., О.Г.И. 2020), «Орковы поля» (Тель-Авив, Издательство книжного магазина «Бабель», 2022), «От гульбищ до капищ» (Амстердам, Издательство журнала «Пятая волна», 2023). Переводил английских, американских, ирландских поэтов. Живёт в Москве.
Работал ведущим кулинарной программы «Москва в твоей тарелке» на телеканале «Москва 24»
Начал публиковаться в самиздате («Третья модернизация», «Митин журнал», «Эпсилон-салон»). С начала 1990-х гг. отдельные стихотворения появлялись в журналах «Юность», «Знамя», «Октябрь», альманахе «Окрестности», интернет-журнале TextOnly и др.

## Творчество
«В стихах Юлия Гуголева те же точность и непринужденность, которые требуются — и мало у кого находятся — в опасном, идущем по краю, разговоре. Гуголев будит лирику от сна, в котором ей вольно парить и говорить о чём хочется, и заставляет её проснуться в мире людского говорения и рассказывания, со всеми его стеснениями, опасностями и запретами, — в мире, в котором мы говорим не когда хочется, а когда обязаны. И все силы этого мира: неловкость или рискованность молчания или лишнего слова; шаблонность и скользкость тем; знание чужих и собственных слабостей; наблюдательность и памятливость; стыд и страх; и, главное, такт как высший закон и светского и уличного разговора — Гуголев превращает в силы поэтические, а традиционно-лирическая вольность уходит в подсознание его поэзии, заставляя её фактуру мерцать двойным, переменчивым светом».
Григорий Дашевский

## Переводческие и другие работы
Публиковал переводы из англоязычной и скандинавской поэзии. Вместе с Алексеем Прокопьевым сделал новый перевод зонгов «Трёхгрошовой оперы» Б. Брехта для Московского Художественного театра (режиссёр — Кирилл Серебренников), дав зрителям возможность услышать их современное поэтическое звучание.

## Признание
- Лауреат премии «Московский счёт» (2007).
- Лауреат премии «Поэзия» (2020) в номинации «Стихотворение года»[2].

## Труды
- Полное. Собрание сочинений. — М.: О.Г.И., 2000.
- Командировочные предписания. — М.: Новое издательство, 2006.
- Естественный отбор. — М.: Новое литературное обозрение, 2010.
- Мы — другой. — М.: Новое издательство, 2019.
- 252 / Художник Олег Добровольский. — М.: Воймега, 2019.[3]
- Волынщик над Арлингтоном. — М. О.Г.И., 2020.
- Орковы поля. — Издательство книжного магазина «Бабель» (Тель-Авив), 2022.
- От гульбищ до капищ. Издательство журнала «Пятая волна» (Амстердам), 2023.